# Rip Scherer
William Bernard „Rip“ Scherer Jr. (geb. am 3. August 1952 in Pittsburgh, Pennsylvania) ist ein US-amerikanischer American-Football-Trainer.

## Karriere
Er arbeitete über 30 Jahre als Coach im College Football, davon vier Jahre als Head Coach an der James Madison University und fünf Jahre als Head Coach an der University of Memphis. Von 2005 bis 2020 war er insgesamt acht Spielzeiten als Positionstrainer in der National Football League tätig.
In der Saison 2024 war er Cheftrainer der neu gegründeten Madrid Bravos in der European League of Football.

## Privates
Scherer ist der Cousin von Kevin Colbert, Vice President of Football Operations der Pittsburgh Steelers. Sein Vater William „Rip“ Scherer Sr. war langjähriger High-School-Trainer in Pittsburgh.